# Adoretus incurvatus
Adoretus incurvatus är en skalbaggsart som beskrevs av Ohaus 1914. Adoretus incurvatus ingår i släktet Adoretus och familjen Rutelidae. Inga underarter finns listade i Catalogue of Life.